# Krogulec (obwód tarnopolski)
Krogulec (ukr. Крогулець) – wieś na Ukrainie, w  rejonie czortkowskim obwodu tarnopolskiego, w hromadzie Wasylkowce.

## Geografia
Znajduje się tu przystanek kolejowy Krogulec, położony na linii dawnej Galicyjskiej Kolei Transwersalnej.

## Historia
Od 24 lipca 2015 r. wieś należy do hromady Wasylkowce.
Do 2020 roku część rejonu husiatyńskiego, od 2020 – czortkowskiego.

## Zabytki
- Dwór (budynek) wybudowany w pierwszej połowie XIX w.[3]

## Urodzeni
- Bohdan Hryniuka (ur. 2 maja 1990 w Krogulce) – ukraiński naukowiec, historyk, archeolog, krajoznawca, kandydat nauk historycznych (2016).